# Selección femenina de fútbol de Cabo Verde
La selección femenina de fútbol de Cabo Verde, representa a Cabo Verde en el fútbol femenino y es supervisado por la Federación Caboverdiana de Fútbol.

## Antecedentes y desarrollo
El fútbol femenino en África en general enfrenta varios desafíos, incluido el acceso limitado a la educación, la pobreza entre las mujeres en la sociedad en general y la desigualdad fundamental presente en la sociedad que ocasionalmente permite abusos específicos contra los derechos humanos de las mujeres. Al mismo tiempo, si se desarrollan jugadoras de calidad en África, muchas abandonan sus países de origen para buscar mayores oportunidades de fútbol en lugares como el norte de Europa o los Estados Unidos. La financiación para el fútbol femenino en África también es un problema: la mayor parte de la financiación para el fútbol femenino y para los equipos nacionales femeninos proviene de la FIFA, no de la asociación nacional de fútbol.
El desarrollo del fútbol a nivel nacional en Cabo Verde se ve obstaculizado por varios factores, incluidas las definiciones locales de feminidad que desalientan la participación en el deporte, la falta de entrenamiento adecuado, la falta de espíritu competitivo en los partidos y durante el entrenamiento. También hay una falta de jugadores disponibles, con tasas de participación que alcanzaron un máximo de aproximadamente 350 hace unos años a aproximadamente 200 jugadores actuales. La falta de oportunidades para ir más allá con el fútbol dentro del país también desalienta la participación continua en el deporte.
El trigrama de la FIFA de Cabo Verde es CPV. La asociación nacional, la Federación de Fútbol de Cabo Verde, fue fundada en 1982 y se afilió a la FIFA en 1986. Entre 1990 y 2010, ningún administrador de fútbol del país asistió a cursos de la FIFA relacionados exclusivamente con el fútbol femenino. aunque algunos asistieron a cursos sobre fútbol masculino y femenino. Las instalaciones se construyeron para apoyar el fútbol para todos en 2001 cuando hubo un gran interés en el deporte por parte de mujeres y jugadores juveniles. En 2004, se llevó a cabo el entrenamiento nacional de árbitros de fútbol, con seis de los veintiséis participantes inscritos que son mujeres, y se espera que las mujeres arbitren los partidos de hombres y mujeres. También ese año, hubo esfuerzos para crear una competencia de fútbol sala femenina en São Vicente. lha do Fogo tenía una liga de fútbol sala femenina en 2005 que incluía seis equipos. En julio de 2011 en la isla de San Nicolás, el primer campeonato nacional de fútbol femenino se celebró en el país con EPIF da Praia coronada como ganadoras y Ajax de São Nicolau en segundo lugar. La competencia nacional tuvo seis equipos en su temporada inaugural, incluyendo EPIF de São Vicente, Ajax de São Nicolau, EPIF da Praia, Académica do Sal, Académica da Boa Vista e Lém. Los costos de la competencia fueron cubiertos por la asociación nacional. Hubo esfuerzos para crear la liga en 2008. En 2011, se celebró en el país una clínica de entrenamiento para mujeres patrocinada por la FIFA y la Federación de Fútbol de Cabo Verde. La capacitación fue realizada por James Doyen French de Portugal y Francisco Baptista Asselan Khan de Mozambique. La capacitación se realizó para ayudar a demostrar el compromiso de la federación nacional con el fútbol femenino. En 2011, se celebró un torneo de fútbol femenino en San Vicente. La Unión Africana de Radiodifusión compró los derechos para transmitir la Copa Mundial Femenina 2011 en el país.
Algunas jugadoras de fútbol de Cape Verdan han jugado internacionalmente para clubes en lugares como las Islas Canarias, y algunos de los primeros jugadores se unieron a clubes alrededor de 2001. Otros futbolistas han jugado en el extranjero a partir de 2004 en los Países Bajos, España y Luxemburgo.

## Estadísticas

### Copa Mundial Femenina de Fútbol
| Edición | Resultado               | Posición                | PJ                      | PG                      | PE                      | PP                      | GF                      | GC                      |
| ------- | ----------------------- | ----------------------- | ----------------------- | ----------------------- | ----------------------- | ----------------------- | ----------------------- | ----------------------- |
| 1991    | No existía la selección | No existía la selección | No existía la selección | No existía la selección | No existía la selección | No existía la selección | No existía la selección | No existía la selección |
| 1995    | No existía la selección | No existía la selección | No existía la selección | No existía la selección | No existía la selección | No existía la selección | No existía la selección | No existía la selección |
| 1999    | No existía la selección | No existía la selección | No existía la selección | No existía la selección | No existía la selección | No existía la selección | No existía la selección | No existía la selección |
| 2003    | No existía la selección | No existía la selección | No existía la selección | No existía la selección | No existía la selección | No existía la selección | No existía la selección | No existía la selección |
| 2007    | No existía la selección | No existía la selección | No existía la selección | No existía la selección | No existía la selección | No existía la selección | No existía la selección | No existía la selección |
| 2011    | No existía la selección | No existía la selección | No existía la selección | No existía la selección | No existía la selección | No existía la selección | No existía la selección | No existía la selección |
| 2015    | No existía la selección | No existía la selección | No existía la selección | No existía la selección | No existía la selección | No existía la selección | No existía la selección | No existía la selección |
| 2019    | No participó            | No participó            | No participó            | No participó            | No participó            | No participó            | No participó            | No participó            |
| 2023    | No participó            | No participó            | No participó            | No participó            | No participó            | No participó            | No participó            | No participó            |
| 2027    | Por disputarse          | Por disputarse          | Por disputarse          | Por disputarse          | Por disputarse          | Por disputarse          | Por disputarse          | Por disputarse          |
| Total   | 0/9                     | -                       | -                       | -                       | -                       | -                       | -                       | -                       |

### Copa Femenina Africana de Naciones
| Edición | Resultado                                  | Posición                                   | PJ                                         | PG                                         | PE                                         | PP                                         | GF                                         | GC                                         |
| ------- | ------------------------------------------ | ------------------------------------------ | ------------------------------------------ | ------------------------------------------ | ------------------------------------------ | ------------------------------------------ | ------------------------------------------ | ------------------------------------------ |
| 1991    | No existía la selección                    | No existía la selección                    | No existía la selección                    | No existía la selección                    | No existía la selección                    | No existía la selección                    | No existía la selección                    | No existía la selección                    |
| 1995    | No existía la selección                    | No existía la selección                    | No existía la selección                    | No existía la selección                    | No existía la selección                    | No existía la selección                    | No existía la selección                    | No existía la selección                    |
| 1998    | No existía la selección                    | No existía la selección                    | No existía la selección                    | No existía la selección                    | No existía la selección                    | No existía la selección                    | No existía la selección                    | No existía la selección                    |
| 2000    | No existía la selección                    | No existía la selección                    | No existía la selección                    | No existía la selección                    | No existía la selección                    | No existía la selección                    | No existía la selección                    | No existía la selección                    |
| 2002    | No existía la selección                    | No existía la selección                    | No existía la selección                    | No existía la selección                    | No existía la selección                    | No existía la selección                    | No existía la selección                    | No existía la selección                    |
| 2004    | No existía la selección                    | No existía la selección                    | No existía la selección                    | No existía la selección                    | No existía la selección                    | No existía la selección                    | No existía la selección                    | No existía la selección                    |
| 2006    | No existía la selección                    | No existía la selección                    | No existía la selección                    | No existía la selección                    | No existía la selección                    | No existía la selección                    | No existía la selección                    | No existía la selección                    |
| 2008    | No existía la selección                    | No existía la selección                    | No existía la selección                    | No existía la selección                    | No existía la selección                    | No existía la selección                    | No existía la selección                    | No existía la selección                    |
| 2010    | No existía la selección                    | No existía la selección                    | No existía la selección                    | No existía la selección                    | No existía la selección                    | No existía la selección                    | No existía la selección                    | No existía la selección                    |
| 2012    | No existía la selección                    | No existía la selección                    | No existía la selección                    | No existía la selección                    | No existía la selección                    | No existía la selección                    | No existía la selección                    | No existía la selección                    |
| 2014    | No existía la selección                    | No existía la selección                    | No existía la selección                    | No existía la selección                    | No existía la selección                    | No existía la selección                    | No existía la selección                    | No existía la selección                    |
| 2016    | No existía la selección                    | No existía la selección                    | No existía la selección                    | No existía la selección                    | No existía la selección                    | No existía la selección                    | No existía la selección                    | No existía la selección                    |
| 2018    | No participó                               | No participó                               | No participó                               | No participó                               | No participó                               | No participó                               | No participó                               | No participó                               |
| 2020    | Cancelado debido a la pandemia de COVID-19 | Cancelado debido a la pandemia de COVID-19 | Cancelado debido a la pandemia de COVID-19 | Cancelado debido a la pandemia de COVID-19 | Cancelado debido a la pandemia de COVID-19 | Cancelado debido a la pandemia de COVID-19 | Cancelado debido a la pandemia de COVID-19 | Cancelado debido a la pandemia de COVID-19 |
| 2022    | No participó                               | No participó                               | No participó                               | No participó                               | No participó                               | No participó                               | No participó                               | No participó                               |
| 2024    | No clasificó                               | No clasificó                               | No clasificó                               | No clasificó                               | No clasificó                               | No clasificó                               | No clasificó                               | No clasificó                               |
| Total   | 0/13                                       | -                                          | -                                          | -                                          | -                                          | -                                          | -                                          | -                                          |

## Últimos y próximos encuentros
Actualizado al último partido jugado el 5 de diciembre de 2023
| Fecha      | Ciudad   | Local      | Resultado | Visitante  | Competición                    |
| ---------- | -------- | ---------- | --------- | ---------- | ------------------------------ |
| 22-09-2023 | Praia    | Cabo Verde | 3:0       | Liberia    | Clas. Campeonato Femenino 2024 |
| 26-09-2023 | Monrovia | Liberia    | 2:3       | Cabo Verde | Clas. Campeonato Femenino 2024 |
| 30-11-2023 | Lagos    | Nigeria    | 5:0       | Cabo Verde | Clas. Campeonato Femenino 2024 |
| 05-12-2023 | Praia    | Cabo Verde | 1:2       | Nigeria    | Clas. Campeonato Femenino 2024 |